# Karl Lüneburg
Karl Lüneburg (* 4. Mai 1927 in Stargard in Pommern; † 11. Juni 2014 in Bremen) war ein deutscher Politiker (SPD), Mitglied der Bremischen Bürgerschaft und Ortsamtsleiter.

## Biografie
Lüneburg wuchs in Berlin in einem Arbeiterhaushalt auf.

### Beruf
Lüneburg war in Bremen als Technischer Angestellter und Konstrukteur tätig. Von 1975 bis 1990 war er 15 Jahre lang Leiter des Ortsamtes Bremen-Blumenthal.

### Politik
Lüneburg war seit den 1950er Jahren Mitglied der SPD und in Blumenthal und Bremen-Nord in der Partei in verschiedenen Funktionen aktiv tätig.
Von 1967 bis 1975 war er acht Jahre lang Mitglied der Bremischen Bürgerschaft und in verschiedenen Deputationen (Bildung, Sport, sowie Bau und Raumordnung) und Ausschüssen der Bürgerschaft tätig. 1975 musste er das Mandat niederlegen, da er zum Ortsamtsleiter gewählt wurde; sein Nachfolger wurde Klaus Kück (SPD). Hohe Wertschätzung erfuhr seine Arbeit als Zeitzeuge. Bürgerschaftspräsident Christian Weber würdigte ihn: „Karl Lüneburg ist es wesentlich zu verdanken, dass vor allem junge Menschen über Kindheit und Jugend im Nationalsozialismus intensiv aufgeklärt wurden.“

### Mitgliedschaften und Ehrungen
- Lüneburg gehörte jahrzehntelang verschiedenen Vorständen auf der Landes-, Kreis- und Ortsverbandsebene des Sozialverbandes Deutschland (SoVD) an und war Ehrenvorsitzender im SoVD.
- Er war Mitglied im Vorstand des Volksbundes Deutscher Kriegsgräberfürsorge in Bremen
- In Bremen-Blumenthal ist eine Straße nach ihm benannt.[2]